# Parafontaria longa
Parafontaria longa är en mångfotingart som beskrevs av Wataru Shinohara 1986. Parafontaria longa ingår i släktet Parafontaria och familjen Xystodesmidae. Inga underarter finns listade i Catalogue of Life.